# Pulgaon
Pulgaon es una ciudad y  municipio situada en el distrito de Wardha en el estado de Maharashtra (India). Su población es de 33925 habitantes (2011). Se encuentra a  orillas del río Wardha, a 33 km de Wardha y a 103 km de Nagpur. 

## Demografía
Según el censo de 2011 la población de Pulgaon era de 33925 habitantes, de los cuales 17573 eran hombres y 16352 eran mujeres. Pulgaon tiene una tasa media de alfabetización del 91,22%, superior a la media estatal del 82,34%: la alfabetización masculina es del 95,61%, y la alfabetización femenina del 86,49%.